# Ali Madan
Ali Madan (en árabe: علي جعفر مدن‎; Jidhafs, Baréin, 30 de noviembre de 1995) es un futbolista de Baréin que juega en la posición de extremo. Desde 2020 juega en el Riffa SC.

## Carrera

### Club
| Periodo   | Club                      |
| --------- | ------------------------- |
| 2013-2018 | Al-Shabab Manama          |
| 2018–2020 | Al-Najma                  |
| 2020–     | Riffa SC                  |
| 2021–2022 | → Al Urooba Club (cedido) |
| 2022–2024 | → Ajman Club (cedido)     |

### Selección nacional
Madan debutó con Baréin en 2016 y tres años después fue convocado para jugar en la Copa Asiática 2019 en los Emiratos Árabes Unidos. También jugó en la copa de Naciones del Golfo de 2019 en Catar donde anotó un gol en las semifinales ante Irak para llegar a la final.
El 20 de enero de 2024 Madan anotó el gol de la victoria ante Malasia en la copa Asiática 2023.

## Logros
- Copa del Rey de Baréin (1): 2018